# Mikael Odenberg
Mikael Ingmarsson Odenberg, född 14 december 1953 i Oscars församling, Stockholm, är en svensk politiker (moderat) och ämbetsman. Han var landstingsledamot i Stockholms läns landsting 1976–1991, ordinarie riksdagsledamot 1991–2007 (även ersättare 1987 och 1990), försvarsminister i regeringen Reinfeldt 2006–2007 samt generaldirektör och chef för Svenska kraftnät 2008–2017. Han var ordförande i Karolinska institutets styrelse 2016–2020, styresman (preses) för Kungliga Krigsvetenskapsakademien  2014-2018[källa behövs] och blev 2021 styrelseordförande för Sustainable Energy Solutions Sweden (SENS) men avgick redan efter fyra månader .

## Biografi
Odenberg är son till direktör Ingemar Odenberg (1902–1970) och Kerstin, född Moberg (1910–1995). Modern var dotter till Ludvig Moberg. Han är yngre bror till Christina Odenberg, Sveriges första kvinnliga biskop.
Mellan 2003 och 2006 var Odenberg gruppledare för den moderata riksdagsgruppen, vice ordförande i riksdagens finansutskott och därmed partiets ekonomisk-politiske talesman. Samtidigt ledde han den Allians-arbetsgrupp där Odenberg tillsammans med Roger Tiefensee (centerpartist), Karin Pilsäter (folkpartist), Mats Odell (kristdemokrat) och blivande finansministern Anders Borg utformade det som skulle komma att bli grunden för regeringen Reinfeldts ekonomiska politik.
Efter valet 2006 blev Mikael Odenberg försvarsminister i regeringen Reinfeldt. Han meddelade på en presskonferens i september 2007 att han avsåg att avgå som statsråd och också som riksdagsledamot med anledning av den kommande budgetpropositionen, vilken inkluderade nedskärningar av försvarsbudgeten.
Han var generaldirektör för affärsverket Svenska kraftnät 2008–2017.
Odenberg invaldes 2010 som ledamot av Kungliga Krigsvetenskapsakademien och var 2014–2018 dess styresman.
Odenberg utsågs den 24 november 2016 till ordförande i Karolinska institutets styrelse, konsistoriet. Han tillträdde befattningen den 1 december samma år. Odenberg var KI:s ordförande till 2020.
Den 28 augusti 2017 meddelade Odenberg att han stod till valberedningens förfogande för att efterträda Anna Kinberg Batra som partiledare för Moderaterna. Kinberg Batra efterträddes dock av Ulf Kristersson.

## Militär utbildning
Den 23 juli 1973 påbörjade Odenberg sin värnpliktsutbildning som kustartillerist vid numera nedlagda Älvsborgs kustartilleriregemente (KA 4) i Göteborg. Han avslutade sin värnpliktsutbildning den 30 augusti 1974. Därefter utbildade Odenberg sig till reservofficer. Han tillbringade hösten 1974 som kadett vid Kungliga Sjökrigsskolan i Näsbypark och gick där ut som kurstrea. I dag har han majors grad, och tillhör Första amfibieregementet (Amf 1) söder om Stockholm.
Odenbergs plutonchef var dåvarande löjtnanten Håkan Syrén, sedermera general och överbefälhavare.

## Uppdrag i riksdagen
- 1991–1994: ledamot i Bostadsutskottet, suppleant i Försvarsutskottet
- 1994–1998: ledamot i Näringsutskottet, suppleant i Bostadsutskottet
- 1998–2002: ledamot i Arbetsmarknadsutskottet, suppleant i Näringsutskottet, suppleant i EU-nämnden
- 2002–2003: vice ordförande i Näringsutskottet, ledamot i EU-nämnden, suppleant i Bostadsutskottet
- 2003–2006: gruppledare, vice ordförande i  Finansutskottet, ledamot i Valberedningen, suppleant i Utrikesnämnden
- 2003–2007: ledamot i Krigsdelegationen